# 吉村輝章
吉村 輝章（よしむら きしょう、1947年 - ）は日本舞踊家、上方舞吉村流の六世家元。東京都出身。

## 人物
1947年に東京都で生まれる。吉村雄輝に入門後、1967年に吉村輝章を名乗り、その2年後に名取師範となる。1975年に自らの主催する第1回「輝章会」を立ち上げる。また流派の実力者として国立劇場で開催される「舞の会」などの定期公演へ出演するようになる。2001年に実績を積んでいた輝章が六世家元となった。その後は国立文楽劇場の「名流舞踊鑑賞会」への出演、吉村流「吉村会」を会主として例年開催するなど公演活動を積極的に行っている。海外へも活動の場を広げ、2011年には東日本大震災への各国の支援の謝意を含めて「人類が共に分かち合う安らぎと平和の場」と題し、国際連合ジュネーブ事務局の総会議場で多くの観客のもと地唄舞を披露した。2014年に一般社団法人上方舞吉村流を設立し、理事長に就任した。

### 主な演舞歴
- 松竹梅、珠取海士、桶取、古道成寺、虫の音、綱、鉄輪、善知鳥、浪速十二月、菊慈童、八島、座敷舞道成寺、世界、都見物左衛門、竹生島

## 受賞
- 第45回文化庁芸術祭賞（「舞の季」における地唄「竹生島」の成果）
- 平成24年度芸術選奨文部科学大臣賞（「座敷舞道成寺」などの洗練された舞台の成果）[2]